# Macrosiphoniella subaequalis
Macrosiphoniella subaequalis är en insektsart. Macrosiphoniella subaequalis ingår i släktet Macrosiphoniella och familjen långrörsbladlöss. Inga underarter finns listade i Catalogue of Life.